# Flavio Gallicano
Flavio Gallicano (latino: Flavius Gallicanus; fl. 330) è stato un politico romano di età imperiale, console nel 330.
Va forse identificato con il personaggio storico che ha dato origine al mito di san Gallicano, morto, secondo la tradizione, nel 362, e celebrato il 25 giugno.
Un Gallicano fece una donazione alla chiesa dei Santi Pietro, Paolo e Giovanni Battista di Ostia: si trattava di terre che rendevano 869 solidi; tale Gallicano andrebbe identificato con Flavio o con Ovinio Gallicano. Nel 330 fu console.
Gli  Acta S. Gallicani raccontano che era stato comandante militare in Tracia, a Filippopoli, sotto Costantino I. Avrebbe poi costruito un ospedale per i poveri ad Ostia, dove si era ritirato dopo il proprio consolato. All'ascesa al trono dell'imperatore Giuliano (361-363), sostenitore del paganesimo, Gallicano si sarebbe ritirato in un eremo in Egitto per un anno, prima di essere martirizzato. Nel paese di Gallicano nel Lazio è attestato il suo culto da alcune immagini nella Chiesa di Sant'Andrea Apostolo (di cui egli è anche con-titolare) e sulla facciata esterna della Chiesa di San Rocco.